# Matty Lewis
Matty Lewis (Papillion, 8 maggio 1975) è un chitarrista e cantante statunitense.
Insieme ad Ali Tabatabaee è stato il cantante della band californiana degli Zebrahead.

## Biografia
Nasce e cresce a Papillion, dove scopre la sua passione per la musica e all'età di dodici anni incomincia a suonare la chitarra.
Decide poi all'età di 22 anni di trasferirsi a Omaha dove forma una band pop-punk i Jank 1000 di cui è chitarrista solista con Danny Isgro al basso e Jake Horrocks alla batteria. Con i Jank 1000 produce due album; "Suburban Punks Are Go!!" nel 1999 e l'anno seguente "My Love Notes And Her Death Threats". Dopo l'uscita dei cd la band firma un contratto con Todd Singerman della Singerman Entertainment; in seguito a questo contratto Lewis e i Jk1 si trasferiscono nel sud della California per aver maggior visibilità nella scena musicale. Qui Lewis e compagni dopo vari concerti si sciolgono prima di finire il loro terzo cd nel 2003.
Matty continua a scrivere musica e melodie quando nel dicembre del 2004 riceve una telefonata da Todd Singerman che lo informa che Justin Mauriello ha lasciato gli Zebrahead, band sotto contratto con la Singerman Entertainment, così Matty prova con il gruppo della Contea di Orange, che rimane colpito dalla bravura di Lewis che così entra ufficialmente nella band.
Matty Lewis è sposato e vive attualmente a Las Vegas. Il 26 aprile 2021 lascia la band per motivi sconosciuti.